# Économie de la Martinique
L'économie de la Martinique est basée essentiellement sur le raffinage pétrolier, l'agriculture/agroalimentaire (banane, rhum), la pêche, l'aquaculture et le tourisme. 
En 2011, avec un peu plus de 23 000 euros, le PIB par habitant se situe dans la moyenne des départements et collectivités d'Outre-mer (au 3e rang après Saint-Pierre-et-Miquelon et la Nouvelle-Calédonie) et place la Martinique au 2e rang de la Zone Caraïbes, derrière la Barbade.
Le taux de couverture des importations par les exportations est légèrement inférieur à 15 % pour un déficit commercial qui s'élève à un peu plus de 2 300 millions d'euros (2012).

## Histoire
Jusqu'au milieu du XXe siècle, la Martinique s'enrichit[réf. nécessaire] grâce à la production du sucre de canne, mais cette dernière perd de son importance avec la production de sucre à partir de betterave. De nos jours, l'agriculture ne contribue qu'à 6 % du PIB grâce notamment aux exportations de bananes et de rhum (produit à partir de la canne à sucre), l'ananas étant principalement utilisé dans l'agroalimentaire. Le tourisme, avec 11 000 emplois, est devenu plus important que l'agriculture, le secteur tertiaire en général contribue à 83 % du PIB et l'industrie à 11 %.
Malgré un fort taux de chômage, la Martinique présente une croissance supérieure à la moyenne européenne[réf. nécessaire], elle est une vitrine de l'Europe sur le continent américain. En effet, grâce à son appartenance à la France et à la Communauté européenne, la Martinique est équipée de nombreuses infrastructures : universités et pôles de recherches, centre hospitalier, 2e port des Caraïbes[réf. nécessaire], moyens de communications modernes, etc. Cependant, une politique économique d'échange avec ses voisins des Antilles est souhaitable pour améliorer son économie déficitaire; pour cela, il serait nécessaire d'intégrer toutes les instances caribéennes locales, tel le CARICOM (Communauté caraïbéenne) de façon plus concrète, mais de réels problèmes institutionnels se posent car la Martinique n'est pas un état comme ses voisins, mais fait partie intégrante de la France. 
Cependant, la Martinique s'en sort plutôt bien selon un rapport de l'OMC (Organisation Mondiale du Commerce) qui la classe au 32e rang mondial sur 180 « pays »[réf. nécessaire].

## Situation financière
Son PIB est de 8,882 milliards d'euros soit 23 200 d'euros courants par habitant en 2015, par rapport à  31 630 € en métropole. La Martinique reste donc une petite région mais se place au deuxième rang des régions ultramarines après Saint-Pierre-et-Miquelon et la Nouvelle-Calédonie quant au PIB par habitant.
En 2016, le taux de chômage de cette île des Antilles est de 18,0 % de la population active (moy. nationale de 10,0 % ; source INSEE, 2016).
En 2019, la balance commerciale est déficitaire avec 2,688 milliards d'euros d'importations pour 0,388 milliard d'euros d'exportations.
L'île bénéficie de fonds structurels de l'État français et de l'Union européenne pour rattraper son retard économique et se mettre à niveau des principales régions françaises[réf. nécessaire].

## Particularités

### Ses atouts
La Martinique présente une population dynamique, en bonne santé et instruite (taux d'alphabétisation : 100 % en 2018). Île la plus riche des petites Antilles avant la Barbade, elle possède le 4e port de conteneurs[réf. nécessaire] et le 13e aéroport de France (en ce qui concerne les gros porteurs et 13e en trafic passagers).

### Ses inconvénients
Son caractère insulaire, le vieillissement de la population et la topographie de l'île qui limitent l'extension de l'agriculture[réf. nécessaire] .
L’ancien principe de l’exclusif colonial qui perdure sous une autre forme  et qui impose des échanges privilégiés entre la métropole et l’ex-colonie en interdisant aux ex-colonies toute relation commerciale avec l’étranger, principe exacerbé par le « quasi-monopole du transport maritime détenu par la compagnie CMA-CGM ».

### La situation économique de la Martinique
L'emploi sur l'ile reste une vraie préoccupation, avec 60 % des moins de 25 ans au chômage. 
Une des questions fondamentales qui se pose aux élus et au préfet est la politique de développement de la Martinique: elle est en partie à reconstruire. En effet, l'exportation massive de produits agricoles (sucre et banane en particulier), est remise en cause par la fin de politiques protectionnistes (imposée par l'OMC).
Ceci est aggravé par l'impact du chlordécone sur la qualité environnementale. Ce pesticide utilisé pour le traitement d'un parasite de la banane, a rendu impropre à la consommation une grande partie des productions agricoles locales, entraine l'interdiction de consommation de langoustes et de certaines espèces de poissons dans les zones polluées, et continue aussi de polluer les cours d'eau. 
De nouveaux axes sont à mettre en valeur, en prenant en compte la concurrence des états voisins dotés souvent d'atouts naturels similaires. Le tourisme, mis en avant depuis quelques décennies, est sans doute un de ces axes mais n'est pas le seul.